# Eduardo Augusto de Sousa Ribeiro
Eduardo Augusto de Sousa Ribeiro (Angra do Heroísmo, 3 de dezembro de 1848 — Lisboa, 20 de fevereiro
de 1915) foi um jornalista e músico que se destacou pelas suas recolhas de música popular e como fundador, proprietário e redactor do periódico Portugal, Madeira e Açores.

## Biografia
Foi empregado da repartição do Ministério da Marinha. Na carreira musical, foi compositor de talento, tendo composto, entre muitas outras obras, a música para o drama sacro O Mártir do Japão, original de José Maria Leite Pacheco. Escreveu ainda outras produções musicais para piano. É autor de uma das primeiras recolhas do folclore açoriano, que publicou com o título de Cantos Populares dos Açores, com as músicas ao tempo usadas nos bailes populares da ilha Terceira, que compendiou para piano.
Foi co-fundador da União Popular Angrense, uma filarmónica fundada a 28 de março de 1870, da qual foi dirigente. Foi preparador do Museu Terceirense.
Transferiu-se para Lisboa, onde trabalhou no Ministério da Marinha e Ultramar, sendo autor de diversas publicações editadas por aquele Ministério sobre temas coloniais. Fundou e editou o periódico Portugal, Madeira e Açores, publicado em Lisboa, mas distribuído, utilizando os vapores da carreira das ilhas, pelos arquipélagos dos Açores e Madeira. O periódico revelar-se-ia uma das principais fontes noticiosas para as populações insulares da época, trazendo a informação política de Lisboa até às ilhas.

## Biblliografia
- Alfredo Luís Campos, Memória da Visita Régia à Ilha Terceira. Imprensa Municipal, Angra do Heroísmo, 1903.